# Davide (miniserie televisiva)
Davide (David) è una miniserie televisiva che fa parte del ciclo Le storie della Bibbia; è nota anche come La Bibbia: Davide o Le storie della Bibbia: Davide. È andata in onda in prima visione su Rai 1 nelle serate del 23 e 24 marzo 1997.

## Descrizione
Questa fiction è una coproduzione internazionale: la Lux Vide ha infatti coinvolto nella realizzazione: Lube Productions (Italia), Beta Film (Germania) e Turner Entertainment (USA). La regia è di Robert Markowitz; l'autore della sceneggiatura è Larry Gross.

## Ascolti
| n° | Prima TV Italia | Telespettatori | Share  |
| -- | --------------- | -------------- | ------ |
| 1  | 23 marzo 1997   | 8 079 000      | 30,46% |
| 2  | 24 marzo 1997   | 7 575 000      | 26,78% |